# Пойнт-Плезант (Нью-Джерсі)
Пойнт-Плезант (англ. Point Pleasant) — місто (англ. borough) в США, в окрузі Оушен штату Нью-Джерсі. Населення — 18 941 особа (2020).

## Географія
Пойнт-Плезант розташований за координатами 40°4′38″ пн. ш. 74°4′12″ зх. д. / 40.07722° пн. ш. 74.07000° зх. д. (40.077328, -74.070068).  За даними Бюро перепису населення США в 2010 році місто мало площу 10,79 км², з яких 9,04 км² — суходіл та 1,75 км² — водойми.

## Демографія
Згідно з переписом 2010 року, у селищі мешкали 18 392 особи в 7273 домогосподарствах у складі 4979 родин. Було 8331 помешкання
Расовий склад населення:
| - 96,1 % — білих - 0,7 % — азіатів - 0,4 % — чорних або афроамериканців - 0,1 % — корінних американців - 1,7 % — осіб інших рас |

До двох чи більше рас належало 1,0 %. Частка іспаномовних становила 5,1 % від усіх жителів.
За віковим діапазоном населення розподілялося таким чином: 22,1 % — особи молодші 18 років, 63,5 % — особи у віці 18—64 років, 14,4 % — особи у віці 65 років та старші. Медіана віку мешканця становила 43,0 року. На 100 осіб жіночої статі у селищі припадало 94,2 чоловіків;  на 100 жінок у віці від 18 років та старших — 92,3 чоловіків також старших 18 років.
Середній дохід на одне домашнє господарство  становив 104 410 доларів США (медіана — 89 779), а середній дохід на одну сім'ю — 124 086 доларів (медіана — 109 034). Медіана доходів становила 77 206 доларів для чоловіків та 57 354 долари для жінок. За межею бідності перебувало 6,9 % осіб, у тому числі 6,7 % дітей у віці до 18 років та 4,1 % осіб у віці 65 років та старших.
Цивільне працевлаштоване населення становило 9840 осіб. Основні галузі зайнятості: освіта, охорона здоров'я та соціальна допомога — 26,2 %, роздрібна торгівля — 11,4 %, мистецтво, розваги та відпочинок — 11,0 %.